# Piovaticci
Piovaticci is een historisch Italiaans merk van wegrace-motorfietsen.
De meubelfabrikant Egidio Piovaticci uit Pesaro sponsorde aanvankelijk de lokale coureur Eugenio Lazzarini. De eerste Piovaticci machine was feitelijk een "omgedoopte" 125 cc Maico. Er was ook een 250 cc-versie. Beide machines waren weinig succesvol.
In 1974 werden Jan Thiel en Martin Mijwaart (van Jamathi) ingehuurd om compleet nieuwe 50- en 125 cc machines te ontwikkelen. Dat deden ze uiterst succesvol. Eind 1975 kon Piovaticci de dure race-activiteiten echter niet meer opbrengen en werden deze beëindigd. Thiel en Mijwaart zetten hun successen voort bij Bultaco.